# 锈脸钩嘴鹛
锈脸钩嘴鹛（学名：Erythrogenys erythrogenys），又名大弯嘴，是画眉科钩嘴鹛属的一种，分布于巴基斯坦、缅甸、孟加拉国、不丹、中国大陆、印度、泰国、台湾和尼泊尔。全球活动范围约为95,900平方千米。该物种的保护状况被评为无危。
锈脸钩嘴鹛的平均体重约为54.5克。栖息地包括温带森林和温带疏灌丛，常见于山地或丘陵耕地近旁的灌丛、树丛以及草丛间。该物种的模式产地在喜马拉雅山脉地区。

## 亚种
- 锈脸钩嘴鹛东南亚种（学名：Erythrogenys erythrogenys abbreviatus），是中国的特有物种。分布于江西、安徽、福建等地，主要生活于多林山地的林缘灌丛或草莽间。该物种的模式产地在福建光泽。[3]
- 锈脸钩嘴鹛川东亚种（学名：Erythrogenys erythrogenys cowensae）。在中国大陆，分布于四川、湖北、贵州等地。该物种的模式产地在四川万县。[4]
- 锈脸钩嘴鹛川南亚种（学名：Erythrogenys erythrogenys decarleri）。在中国大陆，分布于四川、云南、西藏等地，多栖息于常匿于丘陵耕地近旁以至海拔3300-3800米的山地灌木丛、 树木、草丛间、在落叶以及废屑堆中觅食。该物种的模式产地在云南丽江以北山脉。[5]
- 锈脸钩嘴鹛川西亚种（学名：Erythrogenys erythrogenys dedekeni）。在中国大陆，分布于四川、西藏等地。该物种的模式产地在四川巴塘。[6]
- 锈脸钩嘴鹛陕南亚种（学名：Erythrogenys erythrogenys gravivox），是中国的特有物种。分布于甘肃、陕西、山西、河南、四川等地，常见于海拔高达600-1250米山地的灌木以及矮树丛间。该物种的模式产地在陕西。[7]
- 锈脸钩嘴鹛云南亚种（学名：Erythrogenys erythrogenys odicus）。分布于缅甸、老挝、越南以及中国大陆的云南、贵州等地，主要栖息于树丛间以及山坡耕地里。该物种的模式产地在云南蒙自。[8]
- 锈脸钩嘴鹛中南亚种（学名：Erythrogenys erythrogenys swinhoei）。在中国大陆，分布于广西、湖南、广东等地。该物种的模式产地在广西瑶山。[9]

另有台湾斑胸钩嘴鹛（学名：Erythrogenys erythrocnemis），曾被视为亚种，中文称为锈脸钩嘴鹛台湾亚种（学名：Erythrogenys erythrogenys erythrocenmis）是台灣的特有物种。分布于台灣本島，多见于山地阔叶林中。该物种的模式产地在台湾山地。